# سيسيل باين
سيسيل باين (30 أغسطس 1885 في بنغلاديش - 21 مارس 1976) (بالإنجليزية: Cecil Payne)‏ هو لاعب كريكت بريطاني (وحمل سابقاً جنسية المملكة المتحدة لبريطانيا العظمى وأيرلندا). لعب مع نادي مقاطعة ميدلسكس للكريكت ‏ ونادي الكريكت في جامعة أكسفورد ‏.

## وصلات خارجية
- سيسيل باين على موقع إي آس بي آن كريك إنفو (الإنجليزية)